# Robert Mulholland
Robert D. Mulholland (Kanada, Ontario, Peterborough, 1905. szeptember 28. – ?) kanadai-brit jégkorongozó.
Részt vett az 1930-as jégkorong-világbajnokságon, ahol a brit csapat az első körben kikapott a németektől 4–2-re és a 10. helyen végeztek. Ezen az egy mérkőzésen egy gólt lőtt. A posztja védő volt.